# Loricífers
Loricifera (del llatí, lorica, armadura + ferre, que porta) és un fílum d'animals cicloneurals de mida microscòpica que viuen en els sediments marins que s'havia determinat que eren 37 espècies descrites, en 9 gèneres, però el 2021 va augmentar fins a 43 espècies, en 11 gèneres. A part d'aquestes espècies descrites, hi ha aproximadament 100 més que s'han recollit i encara no s'han descrit. Les seves mides oscil·len entre els 100 μm i aproximadament 1 mm.
Es caracteritzen per una carcassa exterior protectora anomenada lorica i el seu hàbitat es troba en els espais entre graves marines a les quals s'adhereixen.
El fílum va ser descobert l'any 1983 per R.M. Kristensen, prop de Roscoff, França. Es troben entre els grups de metazous descoberts més recentment. S'adhereixen força fermament al substrat i, per tant, van romandre sense descobrir durant tant de temps. El primer exemplar es va recollir a la dècada del 1970, i més tard es va descriure el 1983. Es troben a totes les profunditats, en diferents tipus de sediments i en totes les latituds.

## Morfologia
Els animals tenen cap, boca i aparell digestiu, així com la lorica. La lorica, semblant a una armadura, consisteix en una carcassa externa protectora o una caixa de plicae envoltants.
No hi ha sistema circulatori ni sistema endocrí. Moltes de les larves són acelomates, amb alguns adults pseudocelomats, i alguns restants acelomats.
El desenvolupament és generalment directe, tot i que hi ha les anomenades «larves de Higgins», que es diferencien dels adults en diversos aspectes. Quan són adults, els animals són gonocòrics. Els cicles vitals molt complexos i plàstics dels plicilòcids inclouen també etapes pedogenètiques amb diferents formes de reproducció partenogenètica.
Els fòssils s'han datat a finals del Cambrià.

## Afinitat taxonòmica
Els estudis morfològics han situat tradicionalment el filum en la vinctiplicata amb la Priapulida; això més el Kinorhyncha constitueix el tàxon Scalidophora. Els tres fils comparteixen quatre caràcters en comú: cutícula quitinosa, anells d'escàlides a l'introvert, flosculi i dos anells de retraccions introvertides. Tanmateix, l'evidència molecular creixent indica una relació més estreta amb els Panarthropoda.

## Història evolutiva
Es creu que els loricífers són descendents miniaturitzats d'un organisme més gran, potser semblant al fòssil del Cambrià Sirilorica. Tanmateix, el registre fòssil del grup microscòpic no mineralitzat és (potser no és sorprenent) escàs, per la qual cosa és difícil rastrejar la història evolutiva de l'embrancament amb detall.
El descobriment del 2017 de l'Eolorica deadwoodensis del període Cambrià pot aportar una mica de llum sobre la història del grup.

## Presència en ambients anaerobis

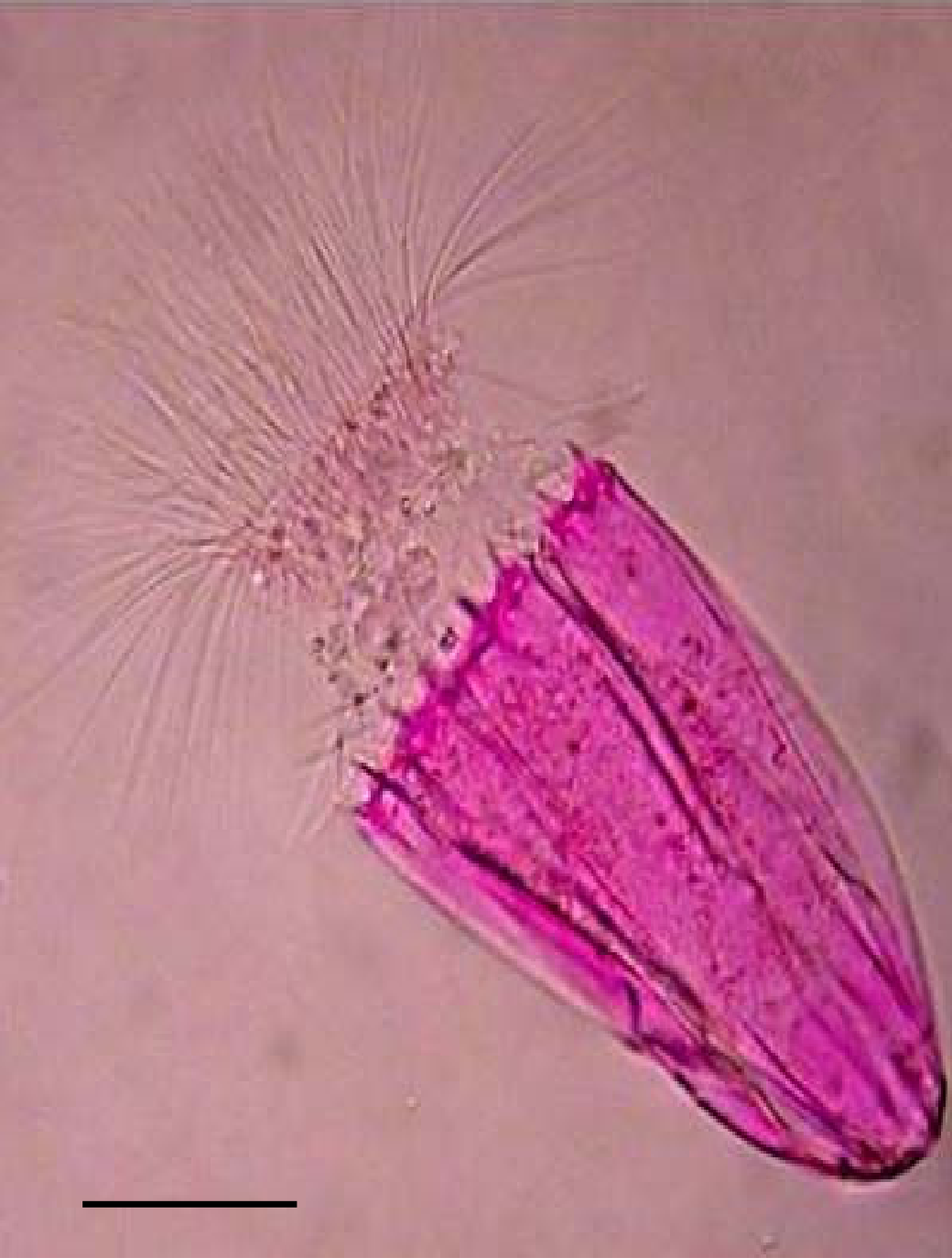
Spinoloricus cinzia,un loricífer que viu sense oxigen

L'any 2010 es van trobar tres espècies de Loricifera als sediments lliures d'oxigen del fons de la conca de l'Atalante, a la mar Mediterrània, (Spinoloricus cinzia, Rugiloricus i Pliciloricus) que viuen en un ambient anaerobi (sense oxigen). Es tracta dels primers casos d'organismes puricel·lulars que poden viure de manera permanent sense oxigen; s'ha comprovat que no disposen de mitocondris, sinó d'un altre tipus d'orgànuls. L'existència d'aquests organismes pluricel·lulars anaerobis amplien les possibilitats d'existència de vida extraterrestre.
Tanmateix, el 2021, van sorgir dubtes sobre si tenien o no mitocondris.
Els animals recentment reportats completen el seu cicle vital en absència total de llum i oxigen, i tenen una mida inferior a un mil·límetre. Van ser recollits d'una conca profunda al fons de la mar Mediterrània, on habiten en una zona on la salmorra gairebé saturada que, per la seva densitat (> 1,2 g/cm³), no es barreja amb les aigües superiors. Com a conseqüència, aquest ambient és completament anòxic i, a causa de l'activitat dels reductors de sulfat, conté una concentració de sulfur de 2,9 mM. Malgrat les condicions tan dures, aquest entorn anòxic i sulfídic està ple de vida microbiana, tant procariotes quimiosintètics que són productors primaris, com una àmplia diversitat d'heteròtrofs eucariotes al següent nivell tròfic.

## Taxa
El fílum Loricifera inclou tres famílies i 11 gèneres amb 29 espècies:
- Família Nanaloricidae Kristensen, 1983
  - Gènere Armorloricus Kristensen & Gad, 2004
  - Gènere Australoricus Heiner, Boesgaard & Kristensen, 2009
  - Gènere Culexiregiloricus Gad, 2009
  - Gènere Nanaloricus Kristensen, 1983
  - Gènere Phoeniciloricus
  - Gènere Spinoloricus Heiner & Neuhaus, 2007
- Família Pliciloricidae Higgins & Kristensen, 1986
  - Gènere Pliciloricus Higgins & Kristensen, 1986
  - Gènere Rugiloricus Higgins & Kristensen, 1986
  - Gènere Titaniloricus
  - Gènere Wataloricus Fujimoto, Yamasaki, Kimura et al., 2020[19]
- Família Urnaloricidae Heiner & Kristensen, 2009
  - Gènere Urnaloricus Heiner & Kristensen, 2009

Taxa extinta
- †Eolorica Harvey & Butterfield, 2017
- †Orstenoloricus Maas et al. 2009